# 코르사주

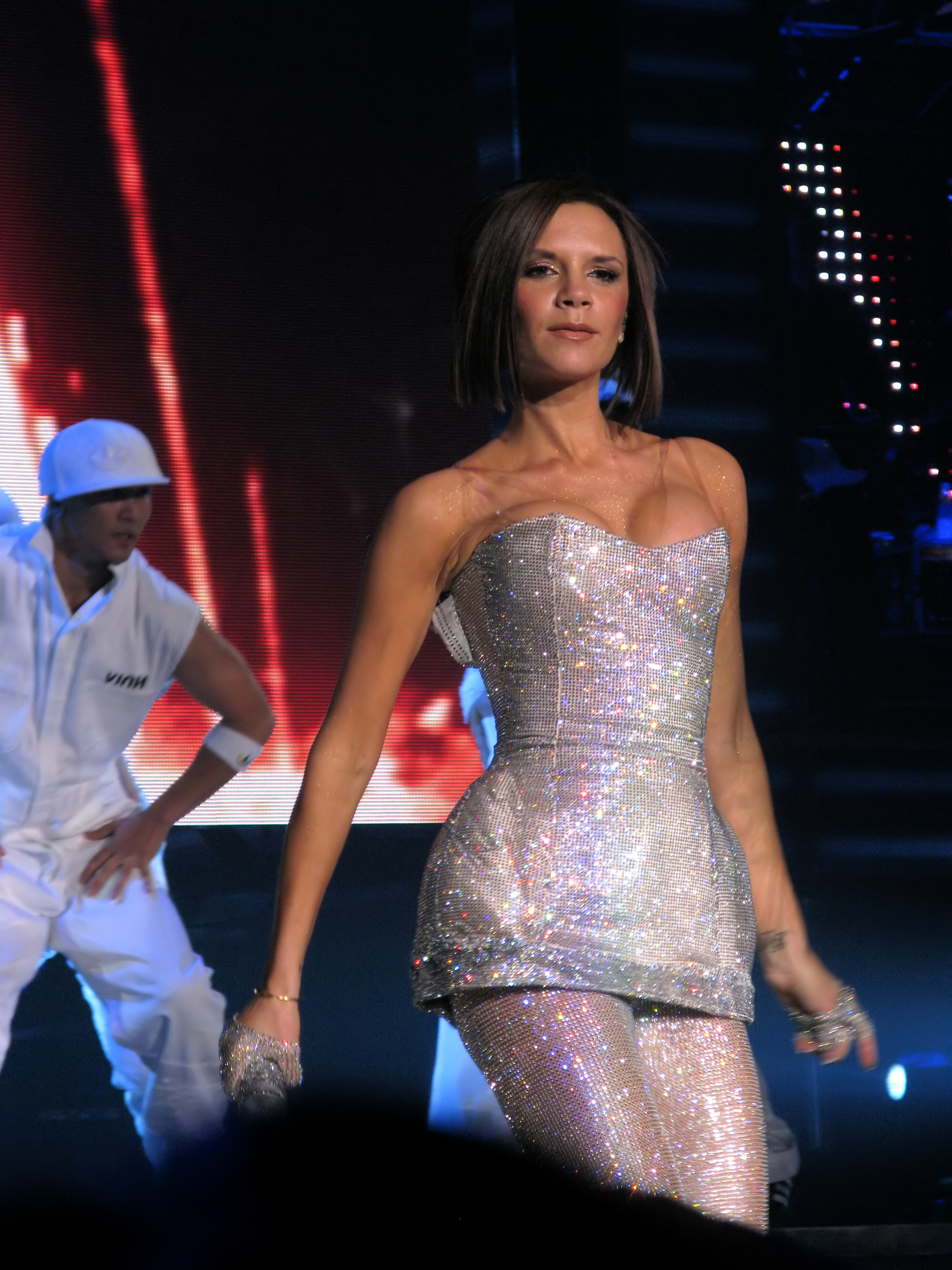
코르사주

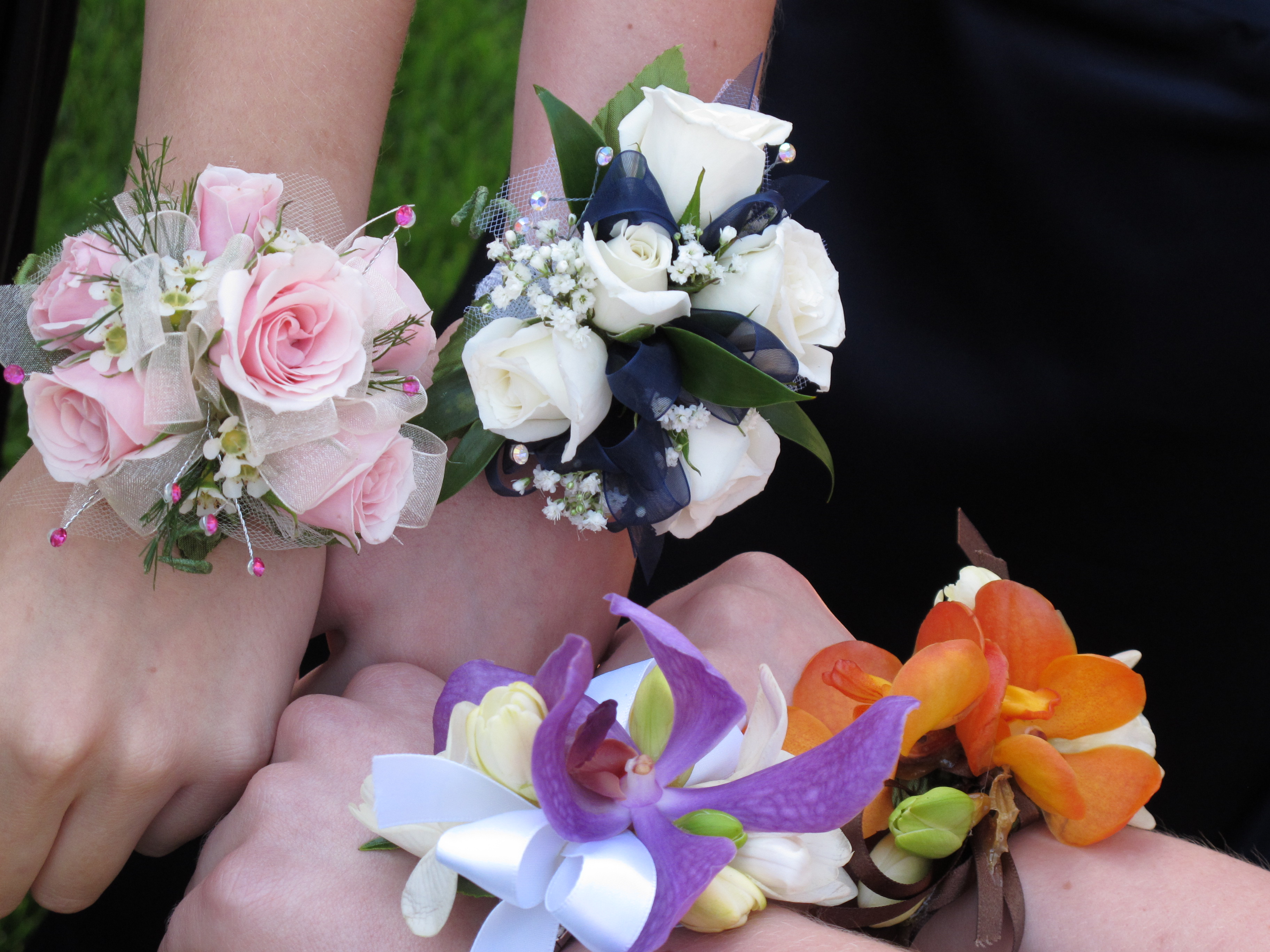
코르사주

코르사주(Corsage), 또는 맵시옷, 옷 장식꽃은 여성용 옷으로, 몸통에 꼭 맞는 의상을 뜻한다. 장신용 생화, 조화를 의미하기도 하는데, 프롬 파티에서 중요하게 사용된다.